# کریل کاپلنکو
کریل دیمیتریویچ کاپلنکو(انگلیسی: Kirill Dmitriyevich Kaplenko ) (زادهٔ ۱۵ ژوئن ۱۹۹۹) بازیکن فوتبال حرفه‌ای اهل بلاروس است که در پست هافبک دفاعی بازی می کند.